# Diego Rivera Núñez
Diego Rivera Núñez ( n. 1958 ) es un botánico, y profesor español. Desarrolla actividades académicas en Departamento de Biología Vegetal, de la Facultad de Biología, en la Universidad de Murcia.

## Algunas publicaciones

### Libros
- alonso verde López, diego rivera Núñez, josé fajardo Rodríguez, concepción obón de Castro. 2005. Plantas medicinales: Una introducción a su estudio en Castilla-La Mancha. Editor Altabán, 189 pp. ISBN 8496465187

- ------------------------------, -----------------------------, concepción obón de Castro. 1998. Etnobotánica en las sierras de Segura y Alcaraz: las plantas y el hombre. N.º 102 de Serie I--Estudios. Edición ilustrada de Instituto de Estudios Albacetenses de la Excma. Diputación de Albacete, 351 pp.

- diego rivera Núñez, concepción obón de Castro. 1998. Guía de teoría y prácticas de etnobotánica. Colección Textos docentes. Editor ICE Universidad de Murcia, 291 pp. ISBN 8495095068

- -----------------------------, ------------------------------------------. 1998. Las variedades tradicionales de frutales de la cuenca del Río Segura: Catálogo etnobotánico: cítricos, frutos carnosos y vides. Editor	DM, 264 pp. ISBN 8489820627

- -----------------------------, ------------------------------------------. 1997. Frutos secos, oleaginosos, frutales de hueso, almendros y frutales de pepita. Vol. 1 de Las variedades tradicionales de frutales de la cuenca del río Segura. Catálogo etnobotánico. Edición ilustrada de EDITUM, 360 pp. ISBN 8476847440 en línea

- -----------------------------, ------------------------------------------. 1991. La guía de Incafo de las plantas útiles y venenosas de la Península Ibérica y Baleares (excluidas medicinales). Guías verdes de Incafo 7. Editor Incafo, 1.257 pp. ISBN 8485389832

- -----------------------------, gemma lópez Vélez. 1987. Orquídeas de la provincia de Albacete. N.º 31 de Serie I--Ensayos históricos y científicos. Edición ilustrada de Instituto de Estudios Albacetenses de la Excma. Diputación de Albacete, C.S.I.C. Confederación Española de Centros de Estudios Locales, 199 pp.

## Honores
Miembro de
- Asociación Murciana de Amigos de las Plantas, y su presidenta[2]

- La abreviatura «D.Rivera» se emplea para indicar a Diego Rivera Núñez como autoridad en la descripción y clasificación científica de los vegetales.[3]